# Bruno Loerzer
Bruno Loerzer, nemški vojaški pilot, letalski as in general, * 22. januar 1891, Berlin, † 22. avgust 1960, Hamburg.
Generalpolkovnik Luftwaffe Loerzer se je med prvo svetovno vojno proslavil kot letalski as, saj je dosegel 44 zračnih zmag.

## Vojaška kariera

### Napredovanja
- Fahnenjunker-Unteroffizier (9. marec 1912)
- Fähnrich (22. maj 1912)
- poročnik (27. januar 1913)
- nadporočnik (18. april 1916)
- stotnik (2. oktober 1918)
- major (?)
- podpolkovnik (?)
- polkovnik (1. april 1935)
- generalmajor (1. april 1938)
- generalporočnik (1. januar 1940)
- general letalcev (19. julij 1940)
- generalpolkovnik (16. februar 1943)
- NSFK-Obergruppenführer (20. april 1944)

### Odlikovanja
- viteški križ železnega križa (29. maj 1940)
- Pour le Mérite (12. februar 1918)
- Ritterkreuz des kgl. Preuss. Hausordens von Hohenzollern mit Schwertern (1917)
- 1914 železni križec I. razreda
- 1914 železni križec II. razreda
- Kgl. Preuss. Flugzeugführer-Abzeichen
- »Ehrenbecher für dem Sieger im Luftkampf«
- Ritterkreuz II Klasse des Grossherzoglich-Badischen Ordens vom Zähringer Löwen mit Schwertern (27. april 1915)
- Ritterkreuz des Grossherzoglich-Badischen Militärischer Karl Friedrich Verdienstorden ˙(8. avgust 1918)
- Ehrenkreuz für Frontkämpfer
- Wehrmacht-Dienstauszeichnung IV. bis III. Klasse
- Gemeinsames Flugzeugführer und Beobachterabzeichen in Gold mit Brillanten
- Kriegserinnerungs-Ärmelband Jagdgeschwader Boelcke Nr. 2 1916/1918
- Medaille zur Erinnerung an den 01.10.1938 mit Spange Prager Burg
- Kgl. Italien. Flugzeugführer-Abzeichen
- Spange zum EK I
- Spange zum EK II